# Raková u Konice
Raková u Konice är en ort i Tjeckien. Den ligger i regionen Olomouc, i den östra delen av landet, 190 km öster om huvudstaden Prag. Raková u Konice ligger 403 meter över havet och antalet invånare är 187.
Terrängen runt Raková u Konice är kuperad österut, men västerut är den platt. Terrängen runt Raková u Konice sluttar österut.Runt Raková u Konice är det ganska tätbefolkat, med 111 invånare per kvadratkilometer. Närmaste större samhälle är Prostějov, 19,0 km sydost om Raková u Konice. Trakten runt Raková u Konice består till största delen av jordbruksmark.